# سيلاس يونغ
سيلاس يونغ (بالإنجليزية: Silas Young)‏ هو مصارع محترف أمريكي، ولد في 9 أغسطس 1980 في غرين باي في الولايات المتحدة.

## روابط خارجية
- سيلاس يونغ على موقع WrestlingData.com (الإنجليزية)
- سيلاس يونغ على موقع CageMatch worker (الإنجليزية)
- سيلاس يونغ على موقع قاعدة بيانات المصارعة على الإنترنت (الإنجليزية)
- سيلاس يونغ على موقع عالم المصارعة على الإنترنت (الإنجليزية)
- سيلاس يونغ على موقع عالم المصارعة على الإنترنت (الإنجليزية)